# Piscine municipale de Bègles
La piscine municipale de Bègles, dite  piscine « Les Bains » fait partie des piscines Art déco de la région de Bordeaux comme la piscine Judaïque. Elle a été réhabilitée en 2006.

## Présentation de l'ancienne piscine
Ce projet a été décidé par la municipalité socialiste de Bègles en 1925. Elle a été réalisée entre 1930 et 1932 par l'architecte Armand Blanchard également ingénieur de la commune. Cette construction en béton armé est constituée d'un bâtiment pour la piscine couverte — la première piscine publique couverte de l'agglomération bordelaise —, d'un autre pour les bains-douches et d'un vestibule commun. L'édifice a été inauguré le 4 décembre 1932 et a fait l'objet d'un communiqué municipal.
La signalisation en lettres stylisées de mosaïque indiquent l'une « PISCINE-BAINS » et l'autre « NATATION-DOUCHES ». Un motif bordé d'une guirlande stylisée surplombe la porte avec la mention « Ville de Bègles » et l'année d'ouverture « 1932 ».
L'emploi de la nouvelle technique du béton armé a permis une large utilisation du verre. Les murs extérieurs sont décorés par des motifs de briques et de mosaïques avec de légères frises sculptées en bas-relief ainsi qu'une frise à chevrons de briques. Des mosaïques de couleurs ont été apposées sur les pilastres. L'espace du hall d'entrée est couvert par une coupole insolite très critiquée à l'époque par la presse d'opposition, notamment L 'Union sociale : « Au beau milieu de notre territoire, fief trois fois saint de l'Internationale, ils ont planté, sous le fallacieux prétexte de
coiffer un temple de l'hygiène, cet immense casque à pointe » (15 juillet 1932). Comme partout en France, l’esthétique de cette piscine des années trente bénéficie de la percée technique et commerciale de produits céramiques qui s’imposent comme éléments décoratifs et matériau de revêtement, imperméable et hygiénique.
Les céramiques proviennent de la société Castiaux frères ; les peintures et les vitreries de la maison Bime ; les sculptures sont de Vignal ; les plaques émaillées de Duvigneau.
Le hall d'accueil est pavé d'un sol mosaïqué représentant des figures géométriques d'ondulations légères et de lignes brisées. À l'origine, une grande table octogonale, en béton lissé et coloré, entourée de sièges, était installée au centre pour la buvette ; ce « coin buvette » a été supprimé vers 1960.
Le traitement du verre et de la lumière n'est pas sans rappeler la technique du vitrail : la coupole qui couvre la salle a perdu ses pavés de verre multicolores bleus, rouges ou blancs, carrés ou ronds, mais l'auvent de l'entrée les a conservés. Les panneaux de verre sont à thème solaire ou à décoration végétale. Une baie vitrée permet d'apercevoir le bassin de natation et une porte vitrée mène aux bains-douches qui se composent de cabines de déshabillage, de cabines de bains-douches et de sanitaires. La lumière pénètre par de larges baies ouvertes dans les murs.
Les bains-douches sont encore utilisés, mais la verrière et le buffet d'eau Art déco ont disparu.
La piscine municipale de Bègles est inscrite aux Monuments historiques en 1991 en raison d'œuvre architecturale représentative du style Art déco.

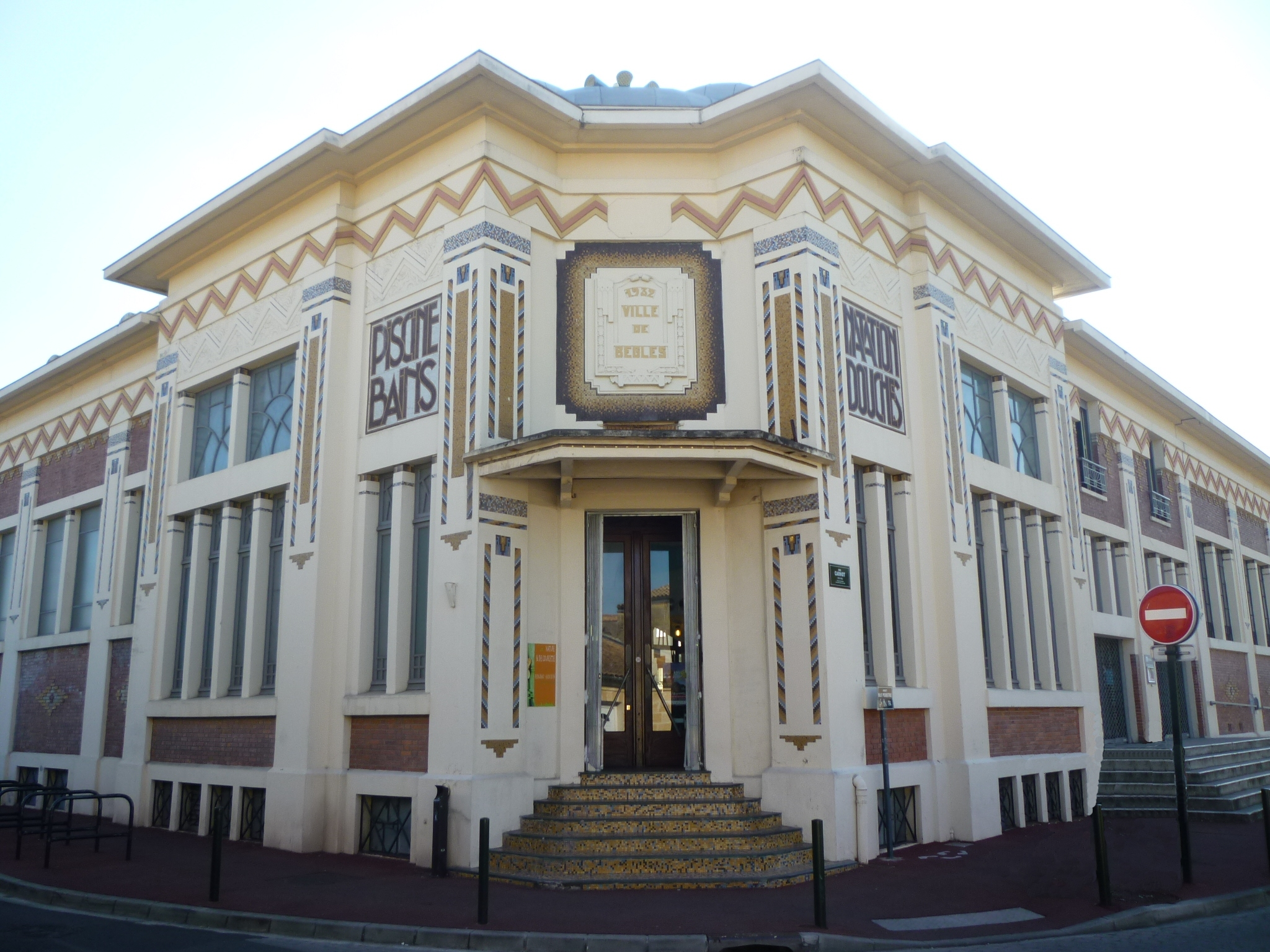
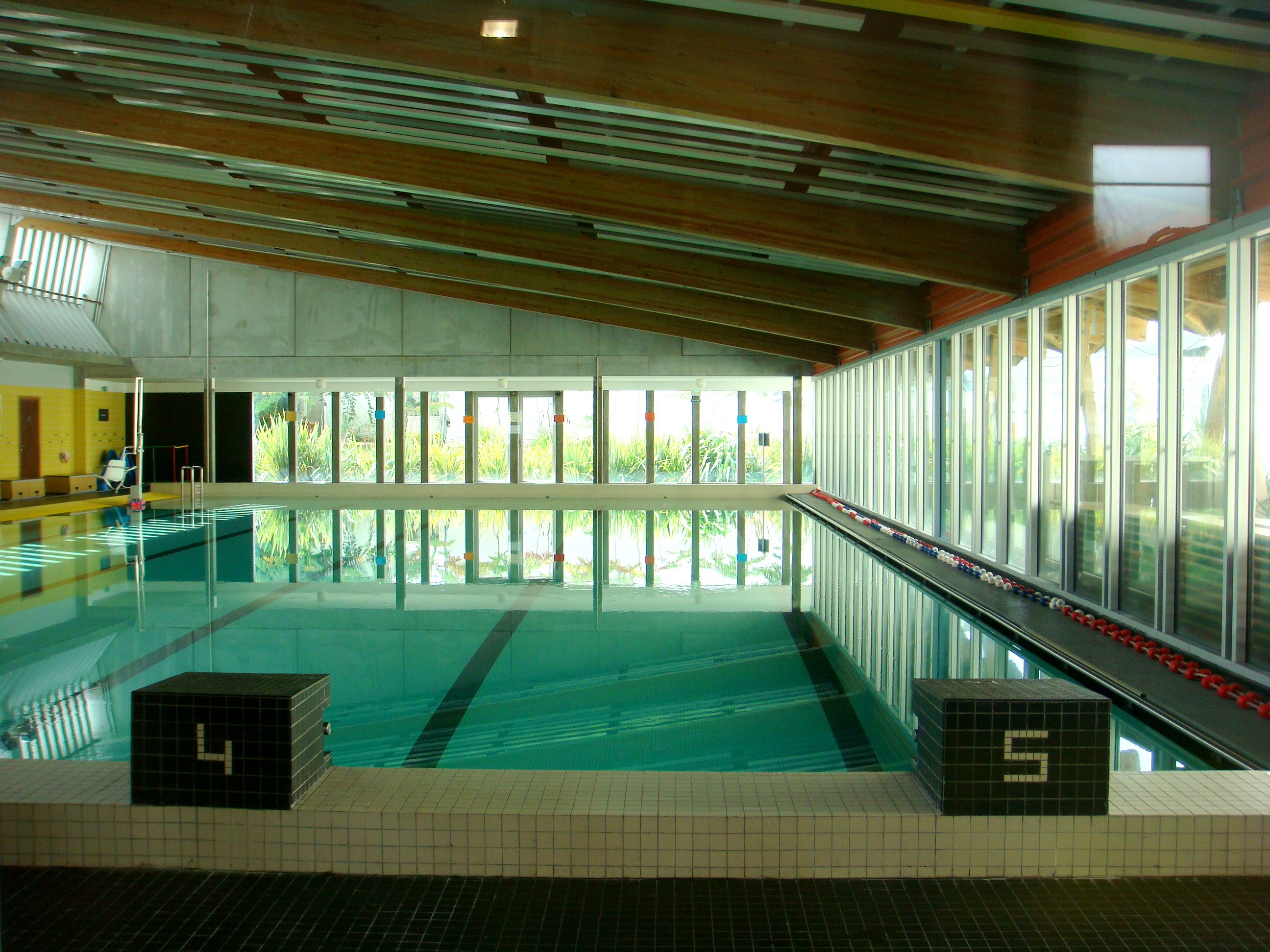
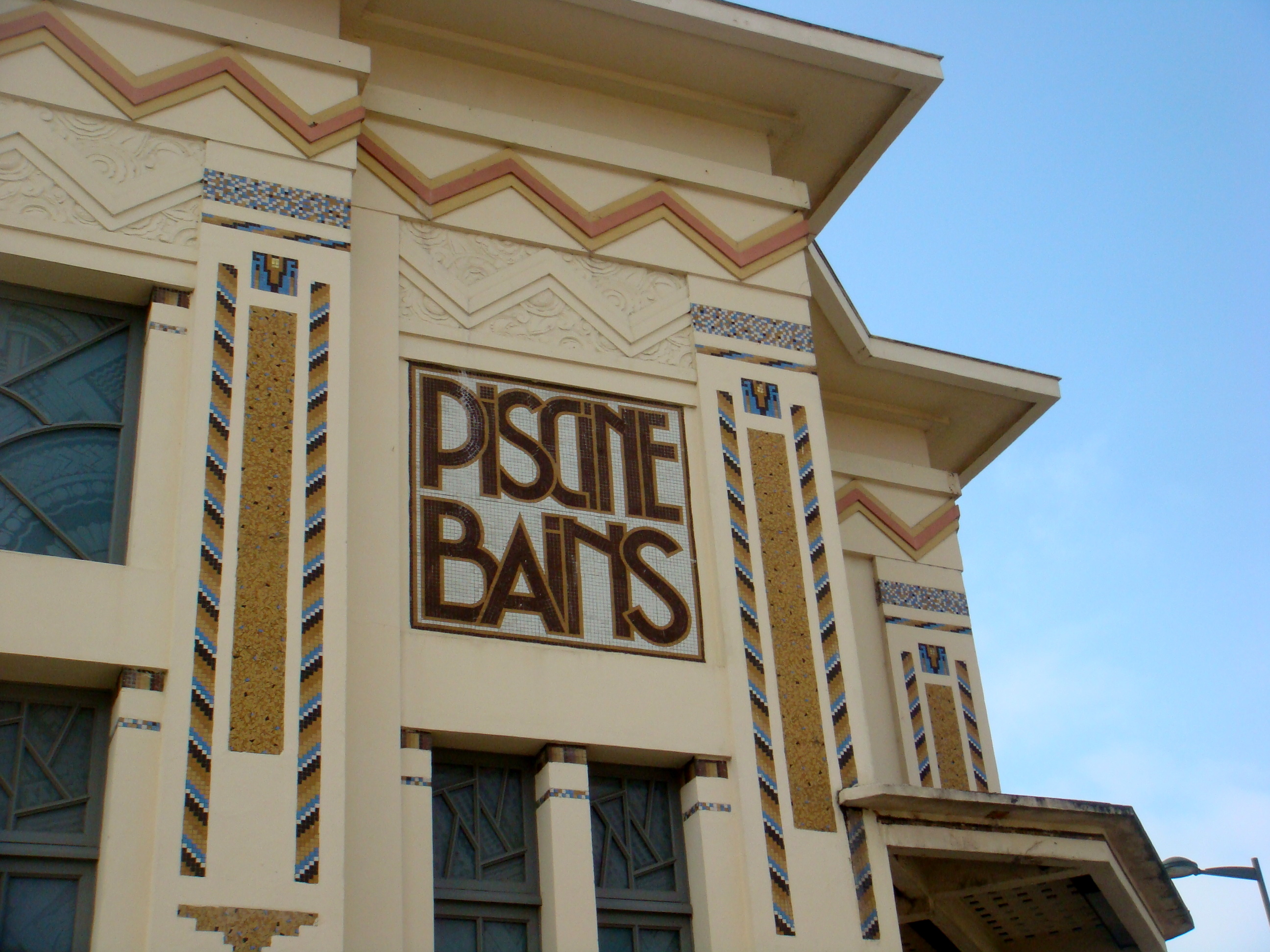

## La réhabilitation de l'ancienne piscine
La piscine est fermée en 1996 pour causes d'insécurité structurelle et de non conformité aux nouvelles normes. Préservée par son inscription aux monuments historique, la question de son devenir est longtemps restée posée, jusqu'à ce que l'architecte Patrick Bouchain propose une réhabilitation pour un même usage, originale, combinant respect de l'existant et équipements neufs.
Rouvert en 2006, le lieu, désormais appelé « Les Bains », offre un nouveau bassin de 25 m, en inox, couvert et baigné par la lumière naturelle d'une toiture en shed et de façades vitrées. Une mosaïque au fond du pédiluve reproduit une anamorphose de l'artiste contemporain allemand  Marin Kasimir. L'eau de la piscine est dé-chlorée, avant évacuation, par un dispositif expérimental de phytoremédiation et chauffée grâce à des panneaux solaires et une récupération de calories. L'ancien bassin est occupé par une structure en bois en forme de vagues, devenue une aire de jeu. S'ajoutent un espace de détente (sauna, hammam, soins du corps), un patio et jardin. L'ancien hall d'entrée en angle du bâtiment est devenu un espace restauration bio, l'accès aménagé pour les handicapés se fait par une ouverture dans la façade nord.